# HMS Naiad (93)
«Найад» (93) (англ. HMS Naiad (93) — військовий корабель, легкий крейсер типу «Дідо» Королівського військово-морського флоту Великої Британії за часів Другої світової війни.

## Історія створення
«Найад» був закладений 26 серпня 1937 на верфі компанії Hawthorn Leslie and Company, в містечку Геббурн. 24 липня 1940 увійшов до складу Королівських ВМС Великої Британії.

## Відео
- HMS Naiad 93 [Архівовано 2 жовтня 2013 у Wayback Machine.]
- HMS NAIAD [Архівовано 2 жовтня 2013 у Wayback Machine.]